# 마르친 레반도프스키
마르친 프셰미스와프 레반도프스키(폴란드어: Marcin Przemysław Lewandowski, 1987년 6월 13일~)는 폴란드의 육상 선수로 주 종목은 중거리 달리기이다. 올림픽에 4회(2008~2002) 참가했으며 2019년 세계 육상 선수권 대회 남자 1500m 달리기 종목 동메달을 획득했다. 또한 유럽 선수권 대회에서 금메달 1개, 은메달 2개, 유럽 실내 선수권 대회에서 금메달 3개, 은메달 2개를 획득했다.